# ال کینگ
تانر ال اشنایدر (متولد ۳ ژوئیه ۱۹۸۹)، که به طور حرفه‌ای با نام هنری ال کینگ شناخته می‌شود، خواننده، ترانه‌سرا، موسیقی‌دان و بازیگر آمریکایی است. سبک موسیقی او متأثر از موسیقی کانتری، راک و بلوز است.
او اولین آلبوم خود را با نام جنس عشق (Love Stuff) در سال ۲۰۱۵ منتشر کرد. این آلبوم ده تک آهنگ برتر ایالات متحده "Ex's & Oh's" را تولید کرد که دو نامزدی جایزه گرمی را برای او به ارمغان آورد. او دختر بازیگر و کمدین راب اشنایدر و مدل سابق لندن کینگ است. کینگ از نام خانوادگی مادرش استفاده می‌کند تا شغل و هویت خود را از نام خانوادگی پدرش متمایز کند. او به ای‌بی‌سی نیوز گفت: «مردم می‌دانند پدر من کیست، اما من فکر می‌کنم که صدای من و موسیقی من برای خودش صحبت می‌کند: اینکه من شخص خودم هستم.» کینگ چهار بار نامزد جوایز گرمی شده‌است که هر کدام دو بار در رده‌های راک و کانتری، و جوایز انجمن موسیقی کانتری و جوایز آکادمی موسیقی کانتری را دریافت کرده‌است.

## زندگی خصوصی
کینگ در ژانویه ۲۰۱۶ با اندرو فرگوسن آشنا شد. این زوج در لابی هتل در لندن با هم آشنا شدند و ۱۲ روز بعد در یک سفر قایقرانی در اطراف خلیج سانفرانسیسکو نامزد کردند. آنها در ۱۴ فوریه ۲۰۱۶ ازدواج کردند و در ۱۵ می ۲۰۱۷ قصد خود را برای طلاق تأیید کردند. در ۲۳ آوریل ۲۰۱۷، فرگوسن پس از اینکه گلوی کینگ را گرفته و تهدید به قتل او کرده بود، دستگیر و به جرم خشونت خانگی متهم شد. اتهام بعداً حذف شد. کینگ و فرگوسن برای مدت کوتاهی در اواخر سال ۲۰۱۷ آشتی کردند. از اکتبر ۲۰۱۸، کینگ در یک رابطه جدید است. در سال ۲۰۲۱، مشخص شد که او اولین فرزند خود را از هنرمند خالکوبی دن توکر باردار بود. در ۱ سپتامبر ۲۰۲۱، او یک نوزاد پسر به دنیا آورد. کینگ چندین خالکوبی دارد و در یک شرکت خالکوبی به نام East Side Ink کار می‌کرد.